# グリーン郡 (ミシシッピ州)
グリーン郡（グリーンぐん、Greene County）はアメリカ合衆国ミシシッピ州に位置する郡である。2000年現在、人口は13,299人である。ここの郡庁所在地はLeakesvilleである。

## 地理
アメリカ合衆国統計局によると、この郡は総面積1,861 km2 (719 mi2) である。このうち1,846 km2 (713 mi2) が陸地で15 km2 (6 mi2) が水地域である。総面積の0.82%が水地域となっている。

## 人口動勢
2000年現在の国勢調査で、この郡は人口13,299人、4,148世帯、及び3,152家族が暮らしている。人口密度は7/km2 (19/mi2) である。3/km2 (7/mi2) の平均的な密度に4,947軒の住宅が建っている。この郡の人種的な構成は白人72.79%、アフリカン・アメリカン26.18%、先住民0.23%、アジア0.07%、太平洋諸島系0.03%、その他の人種0.31%、及び混血0.38%である。この人口の0.80%はヒスパニックまたはラテン系である。
この郡内の住民は24.10%が18歳未満の未成年、18歳以上24歳以下が13.10%、25歳以上44歳以下が32.10%、45歳以上64歳以下が20.60%、及び65歳以上が10.10%にわたっている。中央値年齢は32歳である。女性100人ごとに対して男性は130.00人である。18歳以上の女性100人ごとに対して男性は141.00人である。
この郡の世帯ごとの平均的な収入は28,336米ドルであり、家族ごとの平均的な収入は33,037米ドルである。男性は30,189米ドルに対して女性は17,935米ドルの平均的な収入がある。この郡の一人当たりの収入 (per capita income) は11,868米ドルである。人口の19.60%及び家族の16.50%は貧困線以下である。全人口のうち18歳未満の25.30%及び65歳以上の21.10%は貧困線以下の生活を送っている。

## 都市及び町
- Leakesville
- McLain
- ステイトライン (State Line)